# Jozef Van Risseghem
Karel Jozef Van Risseghem (Deinze, 10 december 1875 – aldaar, 19 december 1964) was een Belgisch ondernemer en politicus voor de Katholieke Partij (KVV) en diens opvolger de CVP.

## Levensloop
Van Risseghem  was ongehuwd. Hij woonde een tijdlang in bij zijn halfzus. Na diens overlijden trok hij in bij de dochter van zijn andere halfzus. Omstreeks 1901 was hij actief als handelsreiziger en wijnhandelaar. Later - na het overlijden van zijn halfbroer in 1903 - nam hij diens drukkerij over, incluis de uitgave van de 'Gazette van Deinze'.
Daarnaast was politiek actief. In 1933 werd hij burgemeester van Deinze, een functie die hij uitoefende tot 1944. Tijdens de Duitse bezetting (op 8 maart 1942) opende hij (met goedkeuring van de lokale Duitse Kommandatur) het stadsmuseum. In datzelfde jaar realiseerde hij de aanhechting van Petegem bij Deinze. Na de bevrijding werd hij onder huisarrest geplaatst en bij de lokale verkiezingen van 1946 was hij niet verkiesbaar. 
Bij de daaropvolgende gemeenteraadsverkiezingen (1952) figureerde hij op de voorlaatste plaats van de CVP-kieslijst (die getrokken werd door Frans Vyncke, toenmalig burgemeester Jozef Verleye was lijstduwer). Ondanks het hoge aantal voorkeurstemmen voor Vyncke, werd Van Risseghem opnieuw aangesteld als burgemeester. Een functie die hij zou uitoefenen tot 1964. In de laatste jaren van zijn laatste ambtstermijn werd hij omwille van zijn mentale gezondheidstoestand vervangen. Na de gemeenteraadsverkiezingen van 1964 werd hij opgevolgd door Carlos Maere.
Naast zijn politieke activiteiten was hij ook actief als zanger en toneelspeler. Zo vertolkte hij in de Koninklijke Schouwburg te Gent onder meer Mefisto in Faust.